# 明日之星 (電影)
《明日之星》是妹妹娃娃多媒體2018年獨立推出的劇情長片。由梁心頤、林辰唏、路斯明、黃柏鈞、榮忠豪及袁艾菲主演，萱野可芳、馮于倫、郎祖筠、聶雲、王喬尹等人配演。融合梁心頤第三張個人專輯《千面獸》的單曲及MV。導演為梁妍熙。

## 故事劇情

### 摘要
這部獨立製作的電影視覺專輯跟著女主角璃絲走過成名之路，也看到她所有面對的壓力、心機、背叛與抄作。

### 大綱
璃絲是個懷抱野心的演藝圈新人。為了爬到一線明星的位置，她開始把性、權威與金錢當武器，換取各種獎項、戲劇與表演的機會。
漸漸的，璃絲從一個天真單純的女孩，變得糜爛又暴躁，她的粉絲越來越多，朋友卻越來越少，原本以為「犧牲會有回報」的鐵律逐漸失效，她有辦法掙脫潛規則的迴圈嗎？
配合梁心頤2018全新專輯《千面獸》精心打造的心視覺專輯，讓音樂與MV無縫隙的穿插於電影劇情之間。

## 角色人物

### 主角介紹
- 璃絲——20多歲的女性：想成為大明星。擁有強烈的執著但同時很需要週遭人的肯定。

- 濏媛——30多歲的女性：璃絲的原始經紀人。知性藝術氣息，很有原則，頭腦動得很快的她不隨便信任別人，但對璃絲有一種義務感的保護。

- 經紀人——40多歲的男性：璃絲的第二任經紀人。沒什麼藝術天份但很會操控人際關係。聰明、八面玲瓏，為了利益能不擇手段。

- 尹心騰——30多歲的男子：當紅的魅力男偶像。已婚，但後來成為璃絲的情人。

- 陽凱利——20多歲的女性：跟璃絲一樣想成為大明星，是璃絲的同行競爭者。

### 演員介紹
| 名稱   | 飾演角色   | 其他作品                         |
| ------ | ---------- | -------------------------------- |
| 梁心頤 | "璃絲"     | 《魔髮奇緣》、《給愛麗絲的奇蹟》 |
| 林辰唏 | "濏媛"     | 《罪美麗》、《翻滾吧！阿信》     |
| 路斯明 | "經紀人"   | 《前男友不是人》、《真愛100天》  |
| 黃柏鈞 | "尹心騰"   | 《太平輪》、《雙城故事》         |
| 榮忠豪 | "新造型師" | 《黃飛鴻之英雄有夢》、《紅樓夢》 |
| 袁艾菲 | "楊凱利"   | 《神廚》、《剩女保鏢》           |

## 女力策劃
由於妹妹娃娃多媒體原本就是個女性主導的公司，《明日之星》的製作幕後也是由五位傑出女性所帶領的團隊。不僅如此，許多其他後製的助手還有扶持人都是女性。
| 職位      | 名字   |
| --------- | ------ |
| 編劇/導演 | 梁妍熙 |
| 攝影指導  | 范樂怡 |
| 監製      | 梁妍熙 |
| 監製      | 梁心頤 |
| 製片      | 蘇婉甄 |
| 製片      | 張瀠之 |

## 視覺專輯
梁心頤本身身為歌手及作曲家，這次結合了姊姊梁妍熙對編劇及導演的概念一起推出了一張所謂的「視覺專輯」。是一齣類似音樂劇的電影，但是啟發點是先從寫歌開始再繼而寫出故事概念。電影本身的主軸就是音樂還有《千面獸》專輯裡歌曲本身的MV。

### 音樂曲目
1. 《明日之星》 Tomorrow's Star
2. 《蹦蹦蹦》 Watch Out
3. 《最愛的痛》 Precious Pain
4. 《閉眼》 Eyes Closed
5. 《忘掉》 Forget
6. 《心打開》 Open Heart
7. 《沒有絕對》 No Absolutes
8. 《千面獸》 Thousand-Faced Beast

## 放映簡介
電影上檔日期為2018年10月19日，下檔日期為2018年10月31日。總共上映在台灣四個城市的12間影廳及影城，分別為：台北、台中、台南及高雄。電影特別首映為2018年10月18日，地點在台北西門町的樂聲影城LUX CINEMA。
| 年度 | 日期            | 上映院數 | 銷售票數 | 銷售金額   | 累計銷售票數 | 累計銷售金額 |
| ---- | --------------- | -------- | -------- | ---------- | ------------ | ------------ |
| 2018 | 10月22-10月28日 | 8        | 3,202    | NT$692,336 | 6,018        | NT$1,299,151 |
| 2018 | 10月29-11月4日  | 4        | 561      | NT$116,635 | 6,579        | NT$1,415,786 |

1. ↑  Lara首戰大銀幕　祭性感胴體 蘋果即時
2. ↑  梁心頤揭演藝圈潛規則 新片導演、攝影皆女性 （页面存档备份，存于） EBC東森新聞
3. ↑  真實剖析演藝祕辛 混血美女豁出去！ （页面存档备份，存于） Yahoo!新聞
4. ↑  電影「明日之星」首映 揭露圈內潛規則！ （页面存档备份，存于） EBC東森財經
5. ↑  梁心頤48小時連簽四城市　許書豪助陣光棍節開唱 （页面存档备份，存于） Girl愛女生
6. ↑  Lara梁心頤拍到一半「被林辰唏氣炸」　姐妹翻臉NG最久 （页面存档备份，存于） ETtoday星光雲
7. ↑  全國票房2018年1022-1028統計資訊 （页面存档备份，存于） 中華民國電影票房資訊系統
8. ↑  全國票房2018年1029-1104統計資訊 （页面存档备份，存于） 中華民國電影票房資訊系統